# Governador João Durval Carneiro

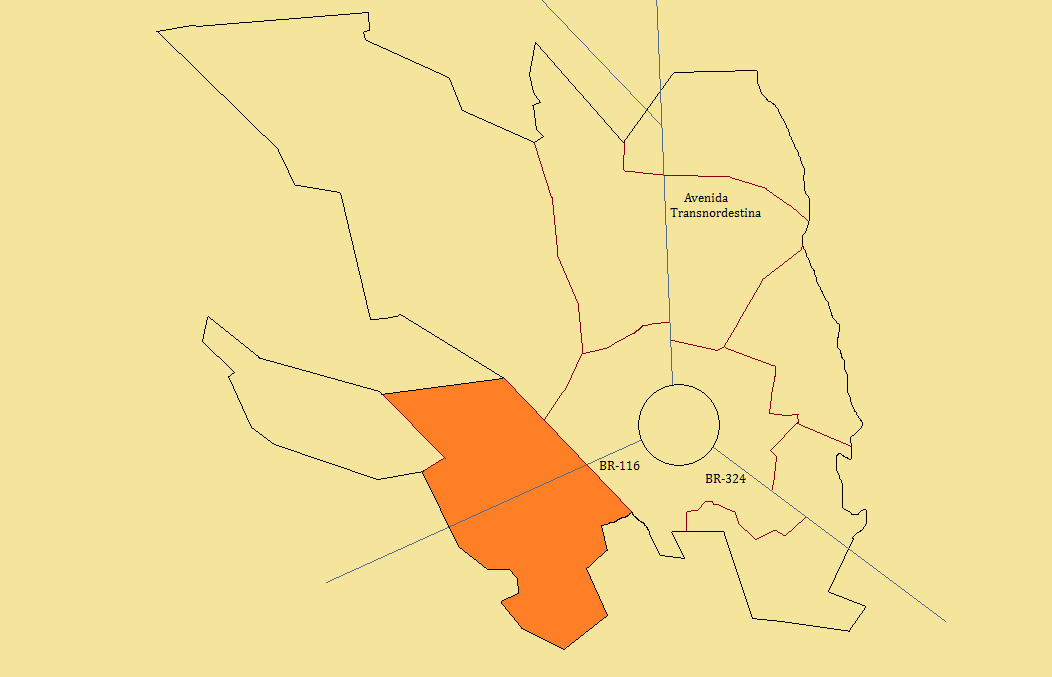
Localização do distrito, em cor laranja.

Governador João Durval Carneiro (antigamente denominado Ipuaçu) é um distrito do município de Feira de Santana, na Bahia, onde se localiza a comunidade Alto da Cabrita, com mais 1.500 famílias residentes.